# النقل في فرنسا

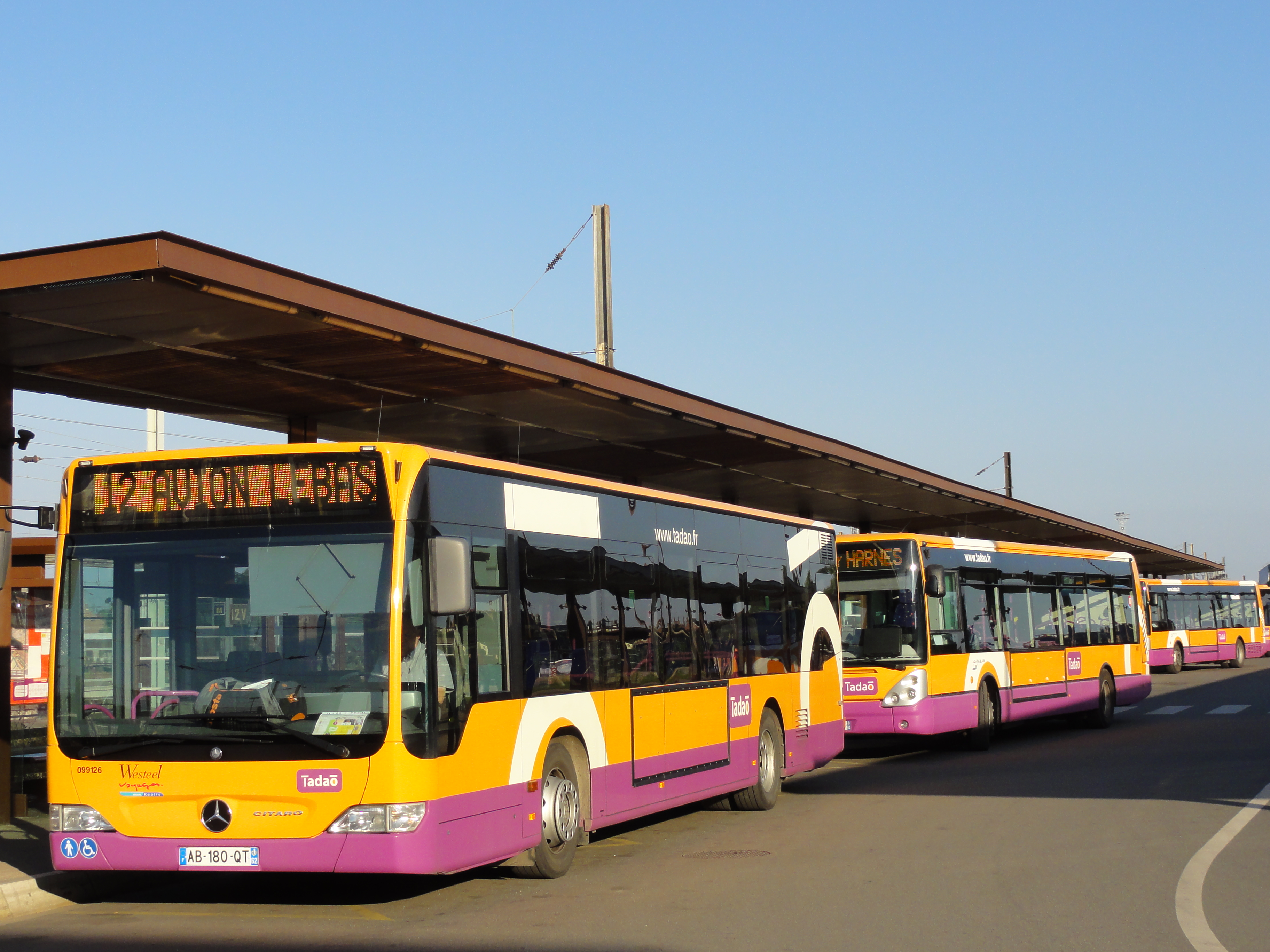
النقل في فرنسا

يعتمد النقل في فرنسا على واحدة من أكثف الشبكات وأكثرها كفاءة في العالم مع 146 كيلومترا من الطرق و6.2 كيلومتر من خطوط السكك الحديدية لكل 100 كم2، تم بناؤه كشبكة الإنترنت مع باريس في مركزها. وقد اقترحت فرنسا خطة البنية التحتية للنقل الوطنية، التي تنتجها وزارة البيئة، من خلال المديرية العامة للنقل والبنية التحتية من البحر.
السكك الحديدية والطرق والهواء والمياه كلها أشكال متطورة على نطاق واسع من وسائل النقل في فرنسا